# Sileti
El Sileti és una llengua indoària parlada per uns 11 milions de persones, principalment a la divisió Sylhet de Bangla Desh, la vall de Barak d'Assam i les parts del nord de Tripura a l'Índia. A més, hi ha un nombre substancial de parlants de sileti als estats indis de Meghalaya, Manipur i Nagaland. així com comunitats de diàspora al Regne Unit, Estats Units, Canadà i Orient Mitjà.
Es percep com una llengua pròpia, tot i que per alguns és un dialecte del bengalí. Tot i que la majoria dels lingüistes la consideren una llengua independent, per a molts parlants nadius el sileti forma el vernacle diglòsic, amb el bengalí estàndard formant el lect codificat. Alguns la consideren incorrectament com una forma "corrupta" del bengalí, i s'ha estudiat una substitució lingüística del sileti al bengalí estàndard a Bangla Desh, l'Índia i la diàspora; tot i que sileti té més vitalitat que el bengalí estàndard al Regne Unit.

## Nom
Sylheti rep el nom homònim de la ciutat de Sylhet, fent referència al dialecte o llengua parlada en aquesta zona. Segons Grierson (Grierson, 1903) els europeus van anomenar la llengua vernacla Sylhettia pel nom de la ciutat de Sylhet. Tot i que els parlants d'aquella època s'hi referien com a Jaintiapuri, Purba Srihattiya o Ujania, i aquest últim significava "la llengua del país superior".
Sylheti també es coneix com Sylhetti, Sylheti Bangla, Sileti, Siloti, Syloti i Syloty. En català es pot dir sileti, siloti o sylheti.